# Acir Gurgacz
Acir Marcos Gurgacz (Cascavel, 25 de fevereiro de 1962) é um ex-Senador da república, filiado ao Partido Democrático Trabalhista (PDT). Em 2006, Acir disputou uma vaga ao Senado Federal, obtendo 210.531 votos, 31,1% dos votos válidos na eleição, e foi diplomado senador pelo TRE-RO após a cassação do primeiro colocado.

## Biografia
Empresário do ramo de transporte rodoviário e urbano, comunicações e educacional (Fundação Assis Gurgacz), empresas de sua família, de ascendência polonesa. Migrou para Rondônia em virtude de suas atividades empresariais.[carece de fontes?]
Gurgacz afastou-se das empresas e ingressou na política em 2000, quando disputou a prefeitura de Ji-Paraná, sendo eleito com 47% dos votos válidos. Em 2002 disputou com outros seis candidatos o governo de Rondônia, obtendo 16,89% dos votos válidos no primeiro turno, na terceira colocação. O segundo colocado obteve 20,23% e o primeiro 29,62% dos votos válidos. Em 2006, Acir disputou uma vaga ao Senado Federal, obtendo 210.531 votos, 31,1% dos votos válidos na eleição, e foi diplomado senador pelo TRE-RO após a cassação do primeiro colocado, que obtivera 39%, pelo crime de compra de votos, em 12 de abril de 2007, seis meses após a eleição. O processo judicial, no entanto, demorou quase três anos para percorrer todas as instâncias, e a decisão do TSE foi finalmente ratificada pelo STF no último dia 28 de outubro. Atualmente, é também o presidente do Partido Democrático Trabalhista (PDT) em Rondônia. No Senado, preside a Comissão de Agricultura e Reforma Agrária.
Em 2014 foi reeleito Senador por Rondônia, com 312.614 votos, equivalente a 41,98% dos votos válidos.
Em 2022 não conseguiu ser reeleito Senador por Rondônia, obtendo apenas 63.300 votos, equivalente a 7,72% dos votos válidos.

### Votações no Senado
Em 2016, votou a favor do impeachment de Dilma Rousseff, contrariando seu próprio partido, o PDT. Porém, dias depois, declarou que Dilma não teria cometido crime de responsabilidade fiscal.
Em julho de 2017 votou a favor da reforma trabalhista. No mesmo mês, votou contra a cassação de Aécio Neves no conselho de ética do Senado.
Em outubro de 2017 votou a contra a manutenção do mandato do senador Aécio Neves mostrando-se favorável a decisão da Primeira Turma do Supremo Tribunal Federal no processo onde ele é acusado de corrupção e obstrução da justiça por solicitar dois milhões de reais ao empresário Joesley Batista.
Em novembro de 2018, o senador votou a favor do aumento de salário dos integrantes do STF, que gerará o reajuste de milhares de salários no nível federal, estadual e municipal, com impacto negativo estimado de 6 bilhões de reais/ano no orçamento nacional.

## Familiares notáveis
Seu pai, Assis Gurgacz (nascido em Cruz Machado, mesmo estado natal de Acir Gurgacz, em 9 de maio de 1941), é um empresário que fundou a empresa União Cascavel, iniciando suas atividades em 1964, em Cascavel, no Paraná. Esta foi a primeira empresa de ônibus a fazer a ligação Norte-Oeste-Sul do Brasil. Em 1972 instalou sua filial em Ji-Paraná (RO). Hoje, com o nome de EUCATUR, está presente em 23 estados brasileiros, além de operar na Venezuela e Bolívia. O grupo familiar opera também empresas nos ramos de mineração, pecuária, comunicação. Também foi candidato a Senador 1º Suplente de Rondônia pelo Partido Democrático Trabalhista.[carece de fontes?]
O tio do senador Acir, Airton Gurgacz, foi vice-governador de Rondônia.[carece de fontes?]

## Controvérsias
Ainda em 2016, e no início de 2017, uma das várias empresas da família Gurgacz, a Eucatur, que enfrenta processo de leilão na Justiça, por conta de uma pedalada fiscal com a Fazenda Nacional, e foi citada entre as empresas que mais frequentam a Justiça do Trabalho, assim como entra as empresas que mais devem para a previdência social. Recebeu um grande aporte de dinheiro e crédito, que foram utilizados na aquisição de vinte novos veículos modelo Volvo, de última geração, cujo preço de mercado, está avaliado em aproximadamente um milhão de reais, segundo a empresa foram investidos na compra mais de 20 milhões de reais.